# Sophie választása
A Sophie választása (eredeti cím: Sophie's Choice) 1982-es amerikai filmdráma, amelyet Alan J. Pakula írt és rendezett, William Styron 1979-es, azonos című regénye alapján. A film főszereplője Meryl Streep, aki Zofia "Sophie" Zawistowski lengyel bevándorlót alakítja, akinek múltja sötét titkot rejt, és aki egy brooklyni panzióban lakik indulatos szerelmével, Nathannel és a fiatal íróval, Stingóval. További szerepet Kevin Kline (játékfilmes debütálásában), Peter MacNicol, Rita Karin, Stephen D. Newman és Josh Mostel alakítja.
A filmet 1982. december 8-án mutatták be Los Angelesben, és december 10-én került a mozikba a Universal Pictures forgalmazásában. Általánosságban pozitív kritikákat kapott a kritikusoktól, és világszerte összesen 30 millió dolláros bevételt hozott. Streep címszereplését egyöntetűen dicsérték, gyakran a filmtörténet legjobb színészi alakításai között emlegették. A film öt jelölést kapott az 55. Oscar-díjátadón: a legjobb adaptált forgatókönyv, a legjobb operatőri munka, a legjobb jelmezterv és a legjobb eredeti filmzene kategóriában, Streep pedig a legjobb színésznőnek járó díjat nyerte el.

## Cselekmény
1947-et írunk. A feltörekvő délvidéki író, Stingo New Yorkba indul szerencsét próbálni. Egy koszos brooklyni panzióba költözve Stingo barátságot köt Nathan Landau kutató vegyésszel és Nathan barátnőjével, a lengyel menekült Sophie Zawistowskával.
Van valami nyugtalanító a kapcsolatukban; Nathan heves hangulatingadozásoknak van kitéve, míg Sophie mintha egy szörnyű titkot rejtegetne.
Stingo hamarosan megtudja, hogy mind Nathan, mind Sophie számára ismeretlen az igazság; különféle visszaemlékezésekben, Sophie háborús koncentrációs táborban eltöltött szenvedéseit mutatják be.

## Szereplők
| Karakter           | Színész                 | Magyar hang (1. változat) | Magyar hang (2. változat) |
| ------------------ | ----------------------- | ------------------------- | ------------------------- |
| Sophie Zawistowski | Meryl Streep            | Bánsági Ildikó            | Kovács Nóra               |
| Nathan Landau      | Kevin Kline             | Gáspár Sándor             | Tarján Péter              |
| Filkó              | Peter MacNicol          | Zsótér Sándor             | Csőre Gábor               |
| Mesélő (hangja)    | Josef Sommer            | Zsótér Sándor             |                           |
| SS-orvos           | Karlheinz Hackl         | Koncz István              |                           |
| Rudolf Höss        | Günther Maria Halmer    | Rosta Sándor              |                           |
| Yetta              | Rita Karin              | Pásztor Erzsi             |                           |
| Lengyel professzor | Eugene Lipinski         | F. Nagy Zoltán            |                           |
| Morris Fink        | Josh Mostel             | Dimulász Miklós           |                           |
| Dr. Larry Landau   | Stephen D. Newman       | Helyey László             |                           |
| Wanda              | Katharina Thalbach      |                           |                           |
| Frau Höss          | Ulli Fessl              | Spilák Klára              |                           |
| Emmi Höss          | Melanie Pianka          | Bogdányi Titanilla        |                           |
| Rab a zuhanynál    | Eugeniusz Priwieziencew | Németh Gábor              |                           |
| Könyvtáros         | John Rothman            | Lázár Sándor              |                           |
| Leslie Lapidus     | Greta Turken            | Madarász Éva              |                           |
| Angoltanár         | David Wohl              |                           |                           |
| Astrid Weinstein   | Marcell Rosenblatt      | Simonyi Piroska           |                           |
| Moishe Rosenblum   | Moishe Rosenfeld        | Imre István               |                           |
| Lillian Grossman   | Robin Bartlett          |                           |                           |
| Dr. Blackstock     | Joseph Leon             | Kapácsy Miklós            |                           |

## A film készítése
Styron a regény megírásakor Ursula Andress tartotta szem előtt Sophie szerepére, azonban Magdaléna Vášáryová szlovák színésznő is szóba került. Streep nagyon elszánt volt, hogy megkapja a szerepet. Miután megszerezte a forgatókönyv egy kiszivárgott másolatát, felkereste Pakulát és a földre vetve magát könyörgött a szerepért. Pakula első választása Liv Ullmannra esett, mert ő képes volt megjeleníteni azt az idegenséget, ami vonzóvá tette volna őt egy befolyásolható, romantikus déli férfi szemében.
A filmet nagyrészt New Yorkban forgatták, Sophie visszaemlékezéseinek jeleneteit pedig Zágrábban vették fel. A film forgatása időnként inkább hasonlított egy színházi felvételre, mintsem filmforgatásra. Pakula három hétig engedte próbálni a szereplőket, Streep szerint nyitott volt a színészek improvizációira, „spontán dolgokra.” Streepnek sokat kellett fogynia, hogy a jugoszláviai koncentrációs táborban játszódó jeleneteket leforgathassa.[forrás?]

## Bemutató
A film premierje 1982. december 8-án, szerdán volt a Los Angeles-i Samuel Goldwyn Színházban, majd december 10-én kilenc moziban mutatták be New Yorkban (Cinema 1 és 3), Los Angelesben (Avco 2), San Franciscóban, San Joséban (Kalifornia), Chicagóban, Dallasban, Washington D.C.-ben és Torontóban.

## Fordítás
- Ez a szócikk részben vagy egészben  a   Sophie's Choice (film) című angol Wikipédia-szócikk fordításán alapul.  Az eredeti cikk szerkesztőit annak laptörténete sorolja fel. Ez a jelzés csupán a megfogalmazás eredetét és a szerzői jogokat jelzi, nem szolgál a cikkben szereplő információk forrásmegjelöléseként.